# Stylocomium polytrichoida
Stylocomium polytrichoida là một loài Rêu trong họ Polytrichaceae. Loài này được (R. Br.) Brid. miêu tả khoa học đầu tiên năm 1827.